# 蘆名氏方
蘆名 氏方（あしな うじかた）は、戦国時代の武士。蘆名盛舜の庶長子。

## 略歴
蘆名氏は、桓武平氏系統の三浦氏の庶流。
永正13年（1516年）、蘆名盛舜の庶長子として誕生。母が遊女であったためか、弟・盛氏が誕生すると黒川城を出され、富田義実の元で養育された。
永禄4年（1561年）2月、盛氏が長沼実国を攻め黒川を留守にした際、義実父子らに奉じられ謀叛を企てるが、数日で鎮圧され、東山にて家臣と共に自害した。